# Régis Marrelli
Régis Roberto Marrelli (Mogi das Cruzes, 25 de maio de 1969) é um treinador brasileiro de basquetebol. Atualmente comanda a equipe do Brasília Basquete no Novo Basquete Brasil.

## Carreira

### Mogi
Em 2005, depois de alguns anos como auxiliar, Marrelli ganhou a primeira chance de treinar a equipe principal do Mogi das Cruzes. Após o pedido de demissão de Edvar Simões, Marrelli assumiu o comando do Corinthians/Mogi na disputa do Campeonato Nacional. Menos de 7 meses depois, Régis pediu demissão.

### São José
Régis foi contratado como treinador do São José para a disputa do Torneio Novo Milênio, que dá acesso à Série A-1 do Campeonato Paulista de Basquete. Seu primeiro jogo oficial no São José foi com vitória sobre o São Carlos por 98 a 82. O São José foi vice-campeão do torneio e se classificou para a Série A-1 Campeonato Paulista de 2006. Marrelli continuou na equipe para a disputa da Série A-1, onde a equipe terminou a fase regular em 6º lugar, caindo nas quartas-de-final. Nos estaduais de 2007 e 2008, o São José de Marrelli perdeu também nas quartas-de-final do torneio.
O início do NBB em 2009, marcou a volta do São José à primeira divisão nacional desde os anos 80. A primeira partida de Marrelli e do São José no NBB foi uma vitória sobre o Bira. A campanha da equipe, porém, não foi suficiente para conseguir a classificação aos playoffs. Nas duas edições seguintes do NBB, Marrelli foi eliminado nas quartas-de-final com o São José. 
Na temporada 2009–10, paralelamente ao início NBB, o São José conquistou o terceiro título paulista da história do clube, e o primeiro de Régis Marrelli, que foi eleito o melhor treinador do torneio.
Na temporada 2011–12, Marrelli foi líder da temporada regular do NBB com o São José, chegando à sua primeira final do torneio. O São José foi derrotado em jogo único pelo Lobos Brasília, que defendia o título. Marrelli foi eleito o melhor treinador da temporada do NBB. Em 2012–13, o São José conquistou mais uma vez o campeonato paulista e caiu nas semifinais do NBB contra o eventual campeão Flamengo.
Marrelli foi demitido do São José após eliminações no campeonato paulista e na Liga Sulamericana.

### Palmeiras
Marrelli foi apresentado no Palmeiras em 15 de setembro de 2014, quase 10 meses após deixar o São José. A primeira tarefa do treinador foi evitar o rebaixamento do clube no estadual. A campanha do Palmeiras no NBB 2014–15 acabou nas oitavas-de-final.

### Universo/Vitória
Marrelli foi apresentado em 6 de outubro de 2015 como treinador do Universo/Vitória no Novo Basquete Brasil.

## Registro como treinador
| Equipe           | Ano     | J   | V  | D   | V–D% | 1ª Fase | PJ | PV | PD | PV–D% | Resultado                      |
| ---------------- | ------- | --- | -- | --- | ---- | ------- | -- | -- | -- | ----- | ------------------------------ |
| São José         | 2008–09 | 28  | 7  | 21  | .250 | 13º     | —  | —  | —  | —     | não classificado               |
| São José         | 2009–10 | 26  | 13 | 13  | .500 | 7º      | 7  | 3  | 4  | .429  | Eliminado nas Quartas-de-final |
| São José         | 2010–11 | 28  | 15 | 13  | .538 | 8º      | 8  | 3  | 5  | .375  | Eliminado nas Quartas-de-final |
| São José         | 2011–12 | 28  | 23 | 5   | .821 | 1º      | 9  | 6  | 3  | .667  | Derrotado na Final             |
| São José         | 2012–13 | 34  | 20 | 14  | .588 | 7º      | 14 | 8  | 6  | .571  | Eliminado nas Semi-finais      |
| Palmeiras        | 2014–15 | 30  | 13 | 17  | .433 | 9º      | 5  | 2  | 3  | .400  | Eliminado nas Oitavas-de-final |
| Universo/Vitória | 2015–16 | 28  | 8  | 20  | .286 | 13º     | —  | —  | —  | —     | não classificado               |
| Carreira         |         | 202 | 99 | 103 | .490 |         | 43 | 22 | 21 | .512  |                                |